# Weltgebetstag

Logo des Weltgebetstages seit 1982

Der Weltgebetstag (WGT, auch bekannt unter: Weltgebetstag der Frauen) ist die größte ökumenische Basisbewegung von Frauen. Ihr Motto lautet: „Informiert beten – betend handeln“. Der 1927 eingeführte Weltgebetstag wird in über 120 Ländern in ökumenischen Gottesdiensten begangen. Vor Ort bereiten Frauen unterschiedlicher Konfessionen gemeinsam die Gestaltung und Durchführung der Gottesdienste vor. Jedes Jahr schreiben Frauen aus einem anderen Land der Welt die Gottesdienstordnung zum Weltgebetstag. Der Weltgebetstag findet jeweils am ersten Freitag im März statt.

## Der ökumenische Gottesdienst zum Weltgebetstag
Der ökumenische Gottesdienst zum Weltgebetstag wird vor Ort von Frauen unterschiedlicher Konfessionen vorbereitet. Zu seiner Feier sind alle Männer, Frauen und Kinder eingeladen. Der Weltgebetstag findet weltweit jeweils am ersten Freitag im März statt. Die Gottesdienstordnung wird zuvor von Frauen eines bestimmten Landes erstellt und von den auf nationaler Ebene Verantwortlichen der anderen Länder in die jeweilige Landessprache übersetzt. Die Frauen bringen in die Texte und Gebete der Gottesdienstordnung die eigenen Hoffnungen und Ängste, die Freuden und Sorgen, die Wünsche und Bedürfnisse sowie die eigene kulturelle Vielfalt mit ein.
Das Internationale Weltgebetstagskomitee erklärt zum Weltgebetstag: „Der Weltgebetstag ist eine weltweite Bewegung christlicher Frauen aus vielen Traditionen, die jedes Jahr zum Feiern eines gemeinsamen Gebetstags zusammenkommen und die in vielen Ländern eine ständige Gemeinschaft des Gebets und des Dienstes verbindet.“
Der Austausch und die sichtbare Gemeinschaft aller christlichen Frauen in der Welt waren von Anfang an das gemeinsame Anliegen des Weltgebetstages. Darum werden die Gebete und die Texte dieses Tages im jährlichen Wechsel von Frauen aus einem anderen Land vorgeschlagen und verfasst. Die beteiligten Frauen spiegeln dabei die Basis ihres Landes wider und repräsentieren die unterschiedlichen christlichen Konfessionen, aus denen sie kommen. Alle vier bis fünf Jahre finden Internationale Weltgebetstagskonferenzen statt. Dort kommen Vertreterinnen aller Regionen zusammen. Es wird entschieden, welche Länder die nächsten Gottesdienste zu welchen Themen vorbereiten.
Die letzte Internationale Weltgebetstagskonferenz fand im August 2017 in Brasilien statt. Sie hatte über 200 Teilnehmerinnen aus aller Welt. Bei den Weltgebetstagsgottesdiensten wird als Zeichen weltweiter Solidarität Kollekte eingesammelt, für die Verwendung der Kollekte ist jedes Nationalkomitee selbst verantwortlich. Der größte Teil der Kollektengelder, die bei den ökumenischen Gottesdiensten am ersten Freitag im März in Deutschland zusammenkommen, wird für Frauenprojekte in aller Welt verwendet.
Seit 1944 ist das Lied The day Thou gavest, Lord, is ended (deutsch „Der Tag ist um“, EG 490, in jüngerer Zeit auch nach der Melodie von EG 266 „Der Tag, mein Gott, ist nun vergangen“ gesungen) das Schlusslied der Weltgebetstagsgottesdienste.

## Geschichte des Weltgebetstages
Bereits ab 1887 gab es Gebetstage, die von den Frauenmissionswerken in den USA und Kanada ins Leben gerufen wurden.  Im Jahr 1897 wurde der erste interkonfessionelle „Tag der Demütigung und des Gebets“ gemeinsam von den in der US-amerikanischen Inlandsmission engagierten Frauen begangen. Beteiligt waren Frauen von sechs Konfessionen. Die Gottesdienstordnung wurde abwechselnd von den verschiedenen Konfessionen erstellt. In den darauffolgenden Jahren änderte sich das Datum des Gebetstages häufig. Ab 1907 wurde er einfach zum Day of Prayer for Home Missions, zum „Gebetstag für die Innere Mission“. Frauen der US-amerikanischen Äußeren Mission rufen im Jahr 1912 einen interkonfessionellen Gebetstag ins Leben. Bei der „Interkonfessionellen Konferenz“ in Philadelphia wurde den Frauenwerken empfohlen, diesen gemeinsamen Gebetstag für die Äußere Mission immer in der gleichen Zeit (in der ersten Januarwoche des Jahres) zu begehen. Die Resonanz auf diese Gebetstage war zu jener Zeit noch verhalten. Im Januar 1926 schließlich regte das Exekutivkomitee des Verbandes der Frauenwerke für Äußere Mission an, einen Weltgebetstag ins Leben zu rufen. Am 4. März 1927 wurde somit der erste Weltgebetstag gefeiert. Das erste WGT-Komitee entstand und auch ein festes Datum: der erste Freitag in der Passionszeit.
In Deutschland führten erstmals 1927 Methodistinnen den Weltgebetstag durch. 1947 fand in Berlin ein erster ökumenischer Weltgebetstagsgottesdienst mit US-amerikanischen Frauen auf Initiative der Methodistin Luise Scholz statt. 1948 lernte Antonie Nopitsch, Gründerin des Bayerischen Mütterdienst in Stein bei Nürnberg, bei der Frauenvorkonferenz des Ökumenischen Rates und einer USA-Reise den Weltgebetstag kennen. Ein Jahr später wurde die Liturgie zum Weltgebetstagsgottesdienst in Stein gedruckt. 10.000 Exemplare wurden deutschlandweit verschickt. Ab 1952 druckte die Evangelische Frauenhilfe in Potsdam die Liturgie zu den Weltgebetstagsgottesdiensten in der DDR.
Das Spektrum der Konfessionen, die sich am Weltgebetstag beteiligten, wuchs stetig. 1970 schlossen sich auch die römisch-katholischen Frauenverbände an.
1956 war es das Gebet der Siouxindianerinnen, das zum Weltgebetstag in 134 Ländern gebetet wurde. Im Jahr 2011 kam die Gottesdienstordnung zum Weltgebetstag von Frauen aus Chile. Für 2012 haben Frauen aus Malaysia die Gottesdienstordnung zum Thema „Steht auf für Gerechtigkeit“ verfasst. 2013 kam der Weltgebetstag von Frauen aus Frankreich.

## Kritik
Öffentliche Kritik an den Gottesdiensttexten wurde vor allem dann geäußert, wenn die Liturgie – wie im Jahr 1994 – in Palästina selbst oder in einem Nachbarland des Staates Israel erarbeitet worden war. Der Vorwurf lautete, dass für Unrecht und für Menschenrechtsverletzungen im Nahostkonflikt allein Israel verantwortlich gemacht werde. Beispielsweise verfassten Berliner Theologiestudentinnen im Vorfeld des von libanesischen Christinnen erarbeiteten Weltgebetstages 2003 einen Offenen Brief und sprachen davon, dass die aus dem Libanon stammende Liturgie einseitige Schuldzuweisungen an Israel enthalte und damit einen „recht offenen Antisemitismus“ vertrete. Der Theologieprofessor Peter von der Osten-Sacken kritisierte daraufhin die Studentinnen wegen einer vorschnellen Anwendung des Antisemitismusbegriffs: „Mit dem Vorwurf des Antisemitismus sollte man allein schon um einen inflationären und am Ende wirkungslosen Gebrauch zu verhindern, in der Tat vorsichtig umgehen und ihn nur dann erheben, wenn er hinreichend klar begründet und damit deutlich gemacht ist, in welchem Sinne er verwendet wird.“ Gleichwohl teilte von der Osten-Sacken im Wesentlichen die Kritik der Studentinnen an den Gottesdiensttexten. So gebe es beispielsweise eine Passage, deren Inhalt zu Ende gedacht „auf die Beendigung, Auflösung oder Beseitigung des Staates Israel hinauslaufen würde.“ Der Deutsche Koordinierungsrat der Gesellschaften für Christlich-Jüdische Zusammenarbeit sprach dementsprechend nicht von Antisemitismus, sondern bezeichnete die Gottesdienstliturgie als schlicht „israelfeindlich“ und als belastend für das christlich-jüdische Verhältnis. Israelfeindlich sei beispielsweise, dass das Leiden der Palästinenser in den libanesischen Flüchtlingslagern allein Israel angelastet werde, ohne zu berücksichtigen, dass der Libanon die Flüchtlinge in den Lagern zur Isolation zwänge und eine Integration systematisch unterbinde. Das Deutsche Weltgebetstagskomitee wehrte sich mit dem Hinweis, dass der Antisemitismusvorwurf ein „Totschlag-Argument“ sei. Susette Menzendorf bedauerte, dass sich das Weltgebetstagskomitee der Diskussion nicht gestellt habe: „Die Verweigerung einer Korrektur der einseitigen Schuldzuschreibung an Israel von seiten des Weltgebetstagskomitees … ist letztlich eine Verweigerung der Auseinandersetzung mit den eigenen Vorurteilen.“
Auch für den Weltgebetstag 2024 kommt die Liturgie von palästinensischen Frauen. Nach dem Terrorangriff der Hamas auf Israel 2023 wurden Kritik und Antisemitismusvorwürfe gegenüber den Texten erhoben. Das deutsche WGT-Komitee schrieb in einer Stellungnahme, dass Aspekte wie etwa Klagen und Bitten zur veränderten Situation fehlen. Es kündigte eine „Einordnung und Einbettung“ der vorliegenden Liturgie „in den aktuellen Kontext“ an. Dabei solle jedoch die Gottesdienstordnung so weit wie möglich erhalten bleiben, „um die Stimmen der palästinensischen Schwestern zu Gehör zu bringen“. Bis zur Jahreswende 2023/2024 werde eine überarbeitete Gottesdienstordnung vorliegen. Außerdem werden Titelbild und Plakat nicht mehr verwendet, da Vorwürfe gegen die Künstlerin Halima Aziz, Hamas-freundlich zu sein, nicht ausgeräumt werden konnten. Die letztlichen Änderungen wurden wiederum von Sally Azar, der Vorsitzenden des palästinensischen Weltgebetstagskomitees, kritisiert, da sie nicht mehr die Erfahrungen und Eindrücke der beteiligten Christinnen in den Palästinensergebieten widerspiegeln.

## Organisation in Deutschland
Als deutsche Vertretung der internationalen Weltgebetstagsbewegung ist der gemeinnützige Verein Weltgebetstag der Frauen – Deutsches Komitee e. V. in 90547 Stein tätig. Dem Komitee gehören zwölf kirchliche Frauenverbände und -organisationen an, die aus neun unterschiedlichen Konfessionen kommen.
Diese sind:
- Arbeitsstelle für Frauenseelsorge in den deutschen Diözesen
- Arbeitsgemeinschaft Mennonitischer Gemeinden in Deutschland (AMG)
- Bund Alt-Katholischer Frauen Deutschlands
- Bund Evangelisch-Freikirchlicher Gemeinden in Deutschland
- Bundesverband der Gemeindereferent/innen und Religionslehrer/innen i.K. in den Diözesen der Bundesrepublik Deutschland e. V.
- Die Heilsarmee
- Evangelische Brüderunität – Herrnhuter Brüdergemeine
- Evangelische Frauen in Deutschland e. V.
- Frauenwerk der Evangelisch-methodistischen Kirche
- Katholische Frauengemeinschaft Deutschlands
- Katholischer Deutscher Frauenbund
- Kommission der Orthodoxen Kirche in Deutschland

## Themen und Länder
| Jahr | Land                                                                                 | Thema                                                                                  |
| ---- | ------------------------------------------------------------------------------------ | -------------------------------------------------------------------------------------- |
| 1927 | Vereinigte Staaten                                                                   | Bittet also den Herrn                                                                  |
| 1928 | Vereinigte Staaten                                                                   | Barrieren abbauen                                                                      |
| 1929 | Vereinigte Staaten                                                                   | Auf dass sie alle eins seien                                                           |
| 1930 | Korea                                                                                | Dass Jesus erhöht werde                                                                |
| 1931 | Kanada                                                                               | Ihr werdet meine Zeugen sein                                                           |
| 1932 | Britisch-Indien                                                                      | Bleibt im Gebet stark                                                                  |
| 1933 | China                                                                                | Folge mir nach                                                                         |
| 1934 | Südafrikanische Union                                                                | Gebet für den Frieden Jerusalems                                                       |
| 1935 | Niederlande                                                                          | Einer trage des andern Last (Gal 6,2 )                                                 |
| 1936 | Chile                                                                                | Frieden auf der Erde für die Menschen, auf denen sein Wohlgefallen ruht (Lk 2,14 )     |
| 1937 | Afrika                                                                               | Sohn des lebendigen Gottes                                                             |
| 1938 | Neuseeland                                                                           | Die Kirche – Eine Weltgemeinschaft                                                     |
| 1939 | Vereinigte Staaten                                                                   | Lasst uns unsere Liebe in Taten umsetzen – damit es wahr wird                          |
| 1940 | England                                                                              | Durch Stillesein und Hoffen würdet ihr stark sein (Jes 30,15 )                         |
| 1941 | Shanghai ( China)                                                                    | Dein Reich komme (Mt 6,10 )                                                            |
| 1942 | Französische Flüchtlinge, Deutsche Flüchtlinge                                       | Ich bin der Weg (Joh 14,6 )                                                            |
| 1943 | Vereinigte Staaten                                                                   | Dass sie alle eins sind – sie in uns (Joh 17,21 )                                      |
| 1944 | 150 Erklärungen aus über 100 Ländern                                                 | Gott wunderte sich, dass niemand einschritt                                            |
| 1945 | England, Wales, Nordirland                                                           | Die Kirche universal                                                                   |
| 1946 | Zentralafrikanische Republik (Französisch-Äquatorialafrika)                          | Was dir Frieden bringen würde (Lk 19,42 )                                              |
| 1947 | Britisch-Indien                                                                      | In der Wüste bereitet den Weg des Herrn (Jes 40,3 )                                    |
| 1948 | Vereinigte Staaten                                                                   | Das Vaterunser – Die Welt im Gebet                                                     |
| 1949 | China                                                                                | Der Herr behütet dich (Ps 121,5 )                                                      |
| 1950 | Japan                                                                                | Glauben für unsere Zeit                                                                |
| 1951 | Deutschland                                                                          | Liebe treibt die Furcht aus                                                            |
| 1952 | Vereinigte Staaten Farmpächterinnen und Wanderarbeiterinnen sowie indianische Frauen | Christus ist unsere Hoffnung                                                           |
| 1953 | Afrika                                                                               | Wandelt als Kinder des Lichts (Eph 5,8 )                                               |
| 1954 | Indien                                                                               | Damit sie Leben haben (Joh 10,10 )                                                     |
| 1955 | Buenos Aires ( Argentinien)                                                          | Bleibt in mir (Joh 15,4 )                                                              |
| 1956 | Vereinigte Staaten                                                                   | Liebe treibt die Furcht aus                                                            |
| 1957 | Ungarn                                                                               | Eine Herde, Ein Hirt                                                                   |
| 1958 | Australien                                                                           | Das Brot des Lebens (Joh 6,35 )                                                        |
| 1959 | Vereinigte Arabische Republik                                                        | Ich glaube, Herr (Joh 9,38 )                                                           |
| 1960 | Kanada                                                                               | Wir sind Gottes Mitarbeiter                                                            |
| 1961 | Vereinigte Staaten                                                                   | Leiten Wandel der Zeit: Seid in allem dankbar (1 Thess 5,18 )                          |
| 1962 | Uruguay                                                                              | Denn so sehr hat Gott die Welt geliebt (Joh 3,16 )                                     |
| 1963 | Südkorea                                                                             | In dem allem überwinden wir weit durch den, der uns geliebt hat                        |
| 1964 | Frankreich, Schweiz (Weltkirchenrat)                                                 | Herr, lehre uns beten (Lk 11,1 )                                                       |
| 1965 | Vereinigte Staaten                                                                   | Was der Herr von uns fordert? (Mi 6,8 )                                                |
| 1966 | Schottland                                                                           | Ihr seid meine Zeugen (Jes 43,10 )                                                     |
| 1967 | Tonga                                                                                | Seines Reichs wird kein Ende sein (Lk 1,33 )                                           |
| 1968 | Ceylon                                                                               | Einer trage des Anderen Last (Gal 6,2 )                                                |
| 1969 | Afrika                                                                               | Lasst uns Eins werden in Christus                                                      |
| 1970 | Ägypten, Indien, Jamaika, Philippinen, Vereinigte Staaten                            | Mut zum Leben                                                                          |
| 1971 | Jamaika                                                                              | Veränderte Menschen verändern die Welt                                                 |
| 1972 | Europa                                                                               | Aus der Freude leben                                                                   |
| 1973 | Neuseeland                                                                           | Wach in unserer Zeit                                                                   |
| 1974 | Japan                                                                                | Am Frieden bauen                                                                       |
| 1975 | Ägypten                                                                              | Aus der Einheit leben                                                                  |
| 1976 | Mexiko, Union Südamerikanischer Nationen                                             | Am Leben lernen                                                                        |
| 1977 | Deutsche Demokratische Republik                                                      | Liebe wird zur Tat                                                                     |
| 1978 | Kanada                                                                               | Leben im Geist der Gemeinschaft                                                        |
| 1979 | Ostafrika                                                                            | Geistlich wachsen                                                                      |
| 1980 | Thailand                                                                             | Freiheit verantworten                                                                  |
| 1981 | Vereinigte Staaten                                                                   | Unsere Erde Gottes Schöpfung                                                           |
| 1982 | Irland                                                                               | Volk Gottes – im Beten und Handeln                                                     |
| 1983 | Karibik                                                                              | Neu werden in Christus – als neue Menschen leben                                       |
| 1984 | Schweden                                                                             | Hoffnung in Christus – Quelle des Lebens                                               |
| 1985 | Indien                                                                               | Um Frieden beten – den Frieden tun                                                     |
| 1986 | Australien                                                                           | Das Leben wählen                                                                       |
| 1987 | Exekutivkomitee des Internationalen WGT-Komitees                                     | Kommt, freut euch – 100 Jahre Weltgebetstag                                            |
| 1988 | Brasilien                                                                            | Offene Türen                                                                           |
| 1989 | Birma (Myanmar)                                                                      | Jesus, lehre uns beten                                                                 |
| 1990 | Tschechoslowakei                                                                     | Unsere Hoffnung – Gerechtigkeit für alle                                               |
| 1991 | Kenia                                                                                | Miteinander unterwegs                                                                  |
| 1992 | Deutschland, Österreich, Deutschsprachige Schweiz                                    | In Weisheit mit der Schöpfung leben                                                    |
| 1993 | Guatemala                                                                            | Als Gottes Volk Heilung bringen                                                        |
| 1994 | Palästina                                                                            | Gehen – Sehen – Handeln                                                                |
| 1995 | Ghana                                                                                | Die Erde – ein Haus für alle Menschen                                                  |
| 1996 | Haiti                                                                                | Von Gott zur Antwort gerufen                                                           |
| 1997 | Südkorea                                                                             | Wachsen – wie ein Samenkorn zum Baum                                                   |
| 1998 | Madagaskar                                                                           | Fihavánana! Wer sind meine Nächsten?                                                   |
| 1999 | Venezuela                                                                            | Gottes zärtliche Berührung                                                             |
| 2000 | Indonesien                                                                           | Talitha kumi – Junge Frau, steh auf!                                                   |
| 2001 | Samoa                                                                                | Voneinander lernen – miteinander beten – gemeinsam handeln                             |
| 2002 | Rumänien                                                                             | Zur Versöhnung herausgefordert                                                         |
| 2003 | Libanon                                                                              | Heiliger Geist, erfülle uns                                                            |
| 2004 | Panama                                                                               | Im Glauben gestalten Frauen Zukunft                                                    |
| 2005 | Polen                                                                                | Lasst uns Licht sein                                                                   |
| 2006 | Südafrika                                                                            | Zeichen der Zeit                                                                       |
| 2007 | Paraguay                                                                             | Unter Gottes Zelt vereint                                                              |
| 2008 | Guyana                                                                               | Gottes Weisheit schenkt neues Verstehen                                                |
| 2009 | Papua-Neuguinea                                                                      | Viele sind wir, doch eins in Christus                                                  |
| 2010 | Kamerun                                                                              | Alles, was Atem hat, lobe Gott (Ps 150,6 )                                             |
| 2011 | Chile                                                                                | Wie viele Brote habt ihr? (Mt 15,34 )                                                  |
| 2012 | Malaysia                                                                             | Steht auf für Gerechtigkeit                                                            |
| 2013 | Frankreich                                                                           | Ich war fremd – ihr habt mich aufgenommen (Mt 25,35 )                                  |
| 2014 | Ägypten                                                                              | Wasserströme in der Wüste                                                              |
| 2015 | Bahamas                                                                              | Begreift ihr meine Liebe? (Joh 13,12 )                                                 |
| 2016 | Kuba                                                                                 | Nehmt Kinder auf und ihr nehmt mich auf                                                |
| 2017 | Philippinen                                                                          | Was ist denn fair?                                                                     |
| 2018 | Suriname                                                                             | Gottes Schöpfung ist sehr gut! (Gen 1,31 )                                             |
| 2019 | Slowenien                                                                            | Kommt, alles ist bereit! (Lk 14,15–24 )                                                |
| 2020 | Simbabwe                                                                             | Steh auf und geh!                                                                      |
| 2021 | Vanuatu                                                                              | Worauf bauen wir? (Mt 7,24-27 )                                                        |
| 2022 | England, Wales, Nordirland                                                           | Ich will euch Zukunft und Hoffnung geben (Jer 29,11 )                                  |
| 2023 | Taiwan                                                                               | I have heard about your faith (Eph 1,15–19 )                                           |
| 2024 | Palästina                                                                            | I beg you … bear with one another in love (Eph 4,1–3 ) ... durch das Band des Friedens |
| 2025 | Cookinseln                                                                           | I made you wonderful (Ps 139,14(1–18) )                                                |
| 2026 | Nigeria                                                                              | I will give you rest: come (Mt 11,28–30 )                                              |
| 2027 | Internationales Weltgebetstagskomitee                                                | United in Prayer for Justice and Peace (Jubiläum: 100 Jahre Weltgebetstag)             |
| 2028 | Costa Rica                                                                           | Leading the Way in Grace                                                               |
| 2029 | Italien                                                                              | Compassion Bring Healing                                                               |
| 2030 | Nepal                                                                                | As the Earth Rests, People Can Eat                                                     |
| 2031 | Jamaika                                                                              | A Sign of Faith                                                                        |